# José Luis Garci

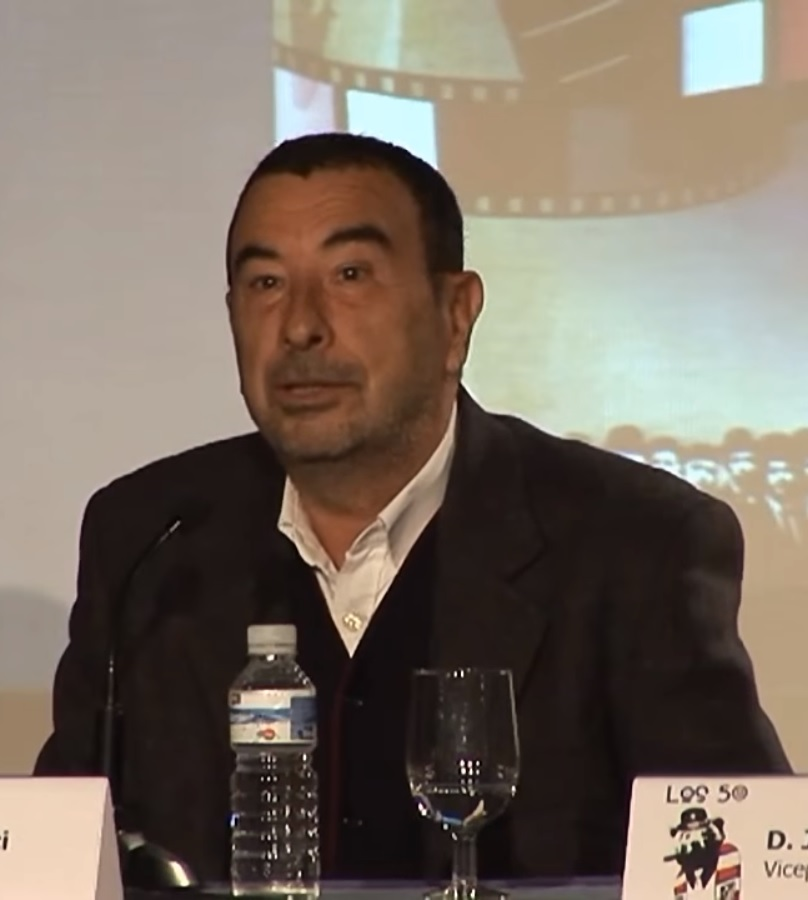
José Luis Garci, 2013

José Luis García Muñoz (* 20. Januar 1944 in Madrid) ist ein spanischer Drehbuchautor, Filmproduzent und -regisseur, der mit mehreren internationalen Filmpreisen ausgezeichnet wurde und dessen Filme mit am häufigsten für den Oscar für den besten fremdsprachigen Film nominiert waren.

## Biografie
Garci, der rund 50 Vorlagen für Filme verfasst hat, begann Mitte der 1960er Jahre als Drehbuchautor für den Kurzfilm Pedigree (1966). Ab Mitte der 1970er Jahre wurde er auch als Filmproduzent und -regisseur tätig und trat in einigen seiner Filme auch als Schauspieler auf. Bei zahlreichen Projekten arbeitete er mit Horacio Valcárcel (1932–2018) zusammen. Zusammen mit dem Regisseur Antonio Mercero (1936–2018) schrieb er das Drehbuch für La cabina (1972), einen skurrilen Mittellangfilm, der im spanischen Fernsehen gezeigt wurde und als erster und bis 2018 einziger spanischer Fernsehfilm einen Emmy gewann. Auch das Drehbuch für das Fernsehspiel La Gioconda está triste (1977), dessen literarische Vorlage von Garci selbst stammt und das 1979 auch im Bayerischen Fernsehen gezeigt wurde, ist ein Produkt der langjährigen Zusammenarbeit mit Mercero.
1976 wurde er erstmals mit der CEC-Medaille des Círculo de Escritores Cinematográficos (Kreis der Drehbuchautoren Spaniens) ausgezeichnet, die er als Preis für den besten Kurzfilm (Mi Marilyn, 1975) erhielt. 1982 gewann er für Alfonso Sánchez (1980) den Creu de Sant Jordi-Preis für den besten Kurzfilm sowie eine weitere CEC-Medaille für das beste Drehbuch für El Crack – Tödliche Rache (1981).
Sein Film Volver a empezar (1982, englisch Starting Over) wurde bei der Oscarverleihung 1983 mit dem Oscar für den besten fremdsprachigen Film ausgezeichnet. Außerdem erhielt er für Volver a empezar den Premio ACE 1984 als bester Regisseur sowie den Preis der Ökumenischen Jury beim World Film Festival in Montréal. Bei der Oscarverleihung 1985 wurde der von ihm produzierte Film Sésion continua erneut als bester fremdsprachiger Film für den Oscar nominiert.
Für Asignatura aprobada (1987) erhielt er 1988 nicht nur den Goya für die beste Regie, sondern auch den Preis der spanischen Regisseursvereinigung ADIRCAE als bester Regisseur. Darüber hinaus war der Film 1988 auch wieder für den Oscar in der Kategorie bester fremdsprachiger Film nominiert.
Eine weitere CEC-Medaille gewann er für die beste Regie in dem Film Canción de cuna (1994). Canción de cuna erhielt beim World Film Festival 1994 auch den Preis für die beste Regie, den Preis der ökumenischen Jury sowie den Großen Jury-Sonderpreis. Außerdem gewann der Film den Zuschauerpreis des Creu de Sant Jordi-Preises. Schließlich war der Film bei den Goya-Preisverleihungen 1995 für die Kategorien beste Regie und Garci mit Horacio Valcárcel auch für das beste adaptierte Drehbuch nominiert.
Danach war er beim World Film Festival in Montréal 1997 für den Grand Prix des Amériques für den Film La herida luminosa (1997) nominiert.
Zusammen mit Horacio Valcárcel erhielt er für El abuelo (1998) den CEC Award für das beste adaptierte Drehbuch („Mejor Guión Adaptado“) im Jahr 1999 sowie im Jahr 2001 den spanischen ATV Award für das beste Drehbuch. Zugleich war er für diesen Film für den Regiepreis („Mejor Dirección“) bei den ATV Awards 2001 nominiert. El abuelo war bei den Goya-Verleihungen 1999 in den Kategorien bester Film, beste Regie und Garci zusammen mit Valcárcel für das beste adaptiertes Drehbuch nominiert. Schließlich wurde El abuelo bei der Oscarverleihung 1999 auch noch für den Oscar in der Kategorie Bester fremdsprachiger Film nominiert.
2002 wurde er von Vereinigung der Filmkritiker Argentiniens für den Silbernen Kondor für den besten ausländischen Film („Mejor Película Extranjera“) nominiert und zwar für Una historia de entonces (You’re the one, 2000). Hierfür war er bei den Internationalen Filmfestspielen Berlin 2001 auch für den Goldenen Bären nominiert. Darüber hinaus war Una historia de entonces für den Preis des besten Films beim Cartagena Film Festival nominiert, während er dort den Preis als bester Regisseur entgegennehmen konnte. Außerdem gewann er 2001 für den Film den Preis für die beste Regie des Zirkels der Drehbuchautoren Spaniens (CEC Award), der ihn mit Horacio Valcárcel auch für den Preis für das beste Originaldrehbuch nominiert. Daneben war Una historia de entonces 2001 für den Europäischen Filmpreis für die beste Regie nominiert und gewann eine Sondererwähnung beim Fort Lauderdale International Film Festival 2001. Außerdem erfolgten für ihn bei den Goya-Verleihungen 2001 Nominierungen für die beste Regie und gemeinsam mit Horacio Valcárcel für das beste Originaldrehbuch.
Im Jahr 2003 erhielt er Nominierungen für den CEC Award für die beste Regie für Historia de un beso (2002) sowie zusammen mit Horacio Valcárcel für das beste Originaldrehbuch. 2004 erhielt er die Goldene Antenne (Antena de Oro) für seine Verdienste um das Kino Spaniens. Film Tiovivo c. 1950 (2004) wurde vom Zirkel der Drehbuchautoren Spaniens 2005 für die Preise beste Regie, bester Schnitt sowie bestes Originaldrehbuch (gemeinsam mit Horacio Valcárcel) nominiert. Der Zirkel der Drehbuchautoren Spaniens nominierte ihn mit Horacio Valcárcel für den Preis für das beste adaptierte Drehbuch für Ninette (2005). Für Ninette war er zusammen mit Valcárcel auch bei den Goya-Verleihung 2006 für das beste adaptierte Drehbuch nominiert.
2008 gewann er gemeinsam mit Horacio Valcárcel den CEC Award für das beste adaptierte Drehbuch für Luz de domingo (2007). Für den Film Sangre de mayo (2008) wurde er zum einen 2009 mit CEC Award als bester Regisseur nominiert, zum anderen mit Horacio Valcárcel erneut auch für den Preis für das beste adaptierte Drehbuch.

## Filmografie (Auswahl)
- 1987: Asignatura aprobada